# Que sait-on vraiment de la réalité !?
Pour plus de détails, voir Fiche technique et Distribution.
Que sait-on vraiment de la réalité !? (What the Bleep Do We Know!?) est un docu-fiction sorti le 22 octobre 2004 aux États-Unis, et le 7 novembre 2007 en France. Il a été critiqué par la communauté scientifique.
Les sujets abordés par ce docu fiction sont la neurologie, la physique quantique, la psychologie, l'épistémologie,
l'ontologie, la métaphysique, la pensée magique, et la spiritualité, ces thèmes étant traités du point de vue d'une photographe sourde, elle-même confrontée à ce questionnement, et régulièrement illustrés d'images de synthèse.

## Synopsis
Filmé à Portland, dans l'Oregon, Que sait-on vraiment de la réalité !? mélange les genres entre documentaire et fiction, incluant interviews de spécialistes, séquences de fiction et illustrations en images de synthèse. Le film présente un point de vue sur l'univers physique et la vie qu'il renferme afin de démontrer l'existence d'un lien entre  science (neurosciences, physique quantique, etc.) et spiritualité.
Les idées traitées sont les suivantes :
- l'univers se construit non pas par la matière, mais par la pensée (ou les idées) ;
- ce qui fut longtemps considéré comme « un espace vide » est loin d'être vide (cf. Énergie sombre) ;
- nos croyances sur qui nous sommes et ce qui est réel ne se résument pas à de simples observations, mais plutôt à la façon dont nous appréhendons la réalité ;
- les peptides produits par notre cerveau provoquent une réaction physiologique donnant de nouvelles perspectives à la notion de pensée positive.

## Fiche technique
- Titre original : What the Bleep Do We Know!?
- Réalisation et scénario : William Arntz, Betsy Chasse, Mark Vicente
- Photographie : David Bridges, Mark Vicente
- Montage : Jonathan Shaw
- Musique : Barry Coffing, Christopher Franke, Elaine Hendrix, Michael Whalen
- Effets visuels :
  - Supervision des effets spéciaux : Evan Jacobs
- Sociétés d'effets spéciaux : Atomic Visual Effects (animation du cerveau) et Mr. X Inc (animation des cellules)
- Lost Boys Studios – Effets rabbit-hole
- Production : William Arntz, Betsy Chasse, Mark Vicente
- Distribution : Captured Light, Lord of the Wind Films, LLC
- Pays d'origine :  États-Unis
- Langue : anglais, français
- Genre : Docu fiction
- Durée : 109 minutes
- Date de sortie : 2004

## Distribution
- Marlee Matlin : Amanda
- Elaine Hendrix : Jennifer
- Barry Newman : Frank
- Robert Bailey : Reggie
- John Ross Bowie : Elliot
- Armin Shimerman : Man
- Robert Blanche : Bob
- Jeff S. Dodge : Extra (scène du train)

### Témoignages
- William A. Tiller
- Amit Goswami
- John Hagelin
- Fred Alan Wolf
- David Albert
- Dr. Masaru Emoto
- Stuart Hameroff
- Jeffrey Satinover
- Andrew B. Newberg
- Daniel Monti
- Joseph Dispenza
- Candace Pert
- JZ Knight en tant que « Ramtha ».
- Miceal Ledwith, ou Michael Ledwoth, ex-membre de la commission catholique internationale[3].

## Controverse
Selon Physics Today, sous couvert d'arguments scientifiques, Que sait-on vraiment de la réalité !? cherche à promouvoir les pseudo-sciences .
« Qu’est-ce que la réalité !? » est un docu-fiction pseudo-scientifique, traité avec un éventail d’idées issues du New Age qui récupèrent les concepts de la physique selon un usage jugé hors contexte par la majorité des scientifiques. Le film a été produit par l’école de l’Illumination de Ramtha, fondée par Judy Zebra Knight, qui a affirmé que ses enseignements étaient basés sur son dialogue avec une entité désincarnée âgée de 35000 ans et nommée Ramtha. J.Z. Knight a fait un usage controversé de certains aspects de la mécanique quantique, y compris le principe d’incertitude de Heisenberg et « l’effet de l’observateur », ainsi que de la biologie et la médecine. De nombreux critiques ont rejeté le film comme entrant dans la catégorie des pseudo-sciences. En France, le rapport 2010 de la Miviludes présente le groupe Ramtha comme suspect en raison de ses thèses apocalyptiques et des conditions des stages.
John Gorenfeld rapporte que les trois coréalisateurs du film sont des membres actifs de l'École de Sagesse de Ramtha (Ramtha's School of Enlightenment), un culte fondé autour des révélations que Judy Zebra Knight prétend recevoir d'une entité lémurienne nommée Ramtha.
Le Guardian Unlimited a également publié les réactions de certains membres de la communauté scientifique britannique dont Richard Dawkins, Clive Greated, Simon Singh et João Magueijo. D'ailleurs, d'après ce dernier, membre du Imperial College, le film déforme délibérément la science.
Le physicien David Albert qui apparaît dans le « documentaire » s'est dit « outrageusement choqué » du produit final du film. Dans une entrevue accordée au magazine Popular Science, M. Albert raconte qu'il a passé plus de quatre heures avec les réalisateurs du film leur expliquant que la mécanique quantique n'avait rien à voir avec la spiritualité et le domaine de la conscience. Après avoir soigneusement déformé les propos du physicien lors du montage, les réalisateurs auraient présenté M. Albert comme étant en parfait accord avec le discours tenu par le « Guerrier Lémurien ». « J'ai été extrêmement crédule mais j'ai eu ma leçon », a-t-il déclaré au magazine.

## Suites
- Il existe un coffret de 6 DVD, sorti le 1er août 2006, contenant deux versions longue durée de What the Bleep Do We Know!? ainsi qu'une suite, nommée What the Bleep!? – Down the Rabbit Hole[10].

- What the Bleep do we know!? est également le titre du livre qui reprend en détail tous les thèmes présentés dans le documentaire. Il fut publié pour la première fois en 2005 par Health Communication, Floride, USA. Ce livre fut édité en français en 2007[11] sous le titre Que sait-on vraiment de la réalité ? par Ariane Éditions inc, Québec, Canada,  (ISBN 978-2-89626-024-9).

## Distinctions
- Récompenses remises en 2004 :
  - Ashland Independent Film Festival – Best Documentary[réf. nécessaire]
  - DC Independent Film Festival – Grand Prix du Jury (Catégorie Documentaire)[réf. nécessaire]
  - Maui Film Festival – Audience Choice Award – Best Hybrid Documentary[réf. nécessaire]
  - Houston World Fest – Platinum Remi Award[réf. nécessaire]
  - Sedona International Film Festival (en) – Audience Choice Award, Most Thought-Provoking Film.[réf. nécessaire]
  - Pigasus Award – "Category #3, to the media outlet that reported as factual the most outrageous supernatural, paranormal or occult claims"[12].